# Церковь Кирилла и Мефодия (Рассвет)
Церковь Кирилла и Мефодия (Храм Святых Кирилла и Мефодия, Кирилло-Мефодиевский храм) — православный храм в посёлке Рассвет Ростовской области; Ростовская и Новочеркасская епархия, Аксайское благочиние.
Адрес: 346735, Ростовская область, Аксайский район, посёлок Рассвет, улица Экспериментальная, 70.

## История
Кирилло-Мефодиевский приход в посёлке Рассвет был зарегистрирован в июле 1997 года. Первоначально в предоставленном общине в аренду помещении, находящемся в местном Доме культуры, проводились только молебны. 24 мая 1998 года была там была совершена первая Божественная литургия. А 24 мая 2000 года, в праздник святых равноапостольных Кирилла и Мефодия, была осуществлена закладка первого в посёлке храма, совершённая благочинным приходов Новочеркасского округа — протоиереем Олег Добринским — по благословению архиепископа Ростовского и Новочеркасского Пантелеимона. При большом стечении жителей на месте будущего храма был заложен камень и установлен Крест.
2 июля 2001 года начались строительные работы. Был выкопан котлован и залито бетонное основание фундамента храма. К январю 2003 года была выведена коробка здания и накрыта крыша; 21 мая 2003 года православная община из Дома культуры переехала в ещё недостроенный храм, где 24 мая этого же года была совершена первая Божественная литургия. 25 сентября 2004 года храм был освящён архиепископом Ростовским и Новочеркасским Пантелеимоном, и в этот же день был установлен главный купол храма. В апреле 2005 года началось строительство отдельно стоящей колокольни.
2 ноября 2007 года строящийся Кирилло-Мефодиевский храм снова посетил архиепископ Ростовский и Новочеркасский Пантелеимон, который принял участие в освящении семи колоколов. 3 декабря 2008 года на колокольне, где были завершены основные работы, был установлен купол. 28 октября 2012 года глава Донской митрополии — митрополит Ростовский и Новочеркасский Меркурий совершил освящение Храма Святых равноапостольных Кирилла и Мефодия в поселке Рассвет, который стал первым храмом в Ростовской области, носящим имя Кирилла и Мефодия.
Настоятель храма — протоиерей Михаил Анатольевич Касаркин.